# Allenwood (Nova Jersey)
Allenwood és una concentració de població designada pel cens dels Estats Units a l'estat de Nova Jersey. Segons el cens del 2000 tenia 935 habitants.

## Demografia
Segons el cens del 2000, Allenwood tenia 935 habitants, 309 habitatges, i 261 famílies. La densitat de població era de 199,5 habitants/km².
Dels 309 habitatges en un 47,2% hi vivien nens de menys de 18 anys, en un 77,7% hi vivien parelles casades, en un 4,2% dones solteres, i en un 15,5% no eren unitats familiars. En el 13,6% dels habitatges hi vivien persones soles el 4,5% de les quals corresponia a persones de 65 anys o més que vivien soles. El nombre mitjà de persones vivint en cada habitatge era de 3,03 i el nombre mitjà de persones que vivien en cada família era de 3,36.
Per edats la població es repartia de la següent manera: un 30,8% tenia menys de 18 anys, un 5% entre 18 i 24, un 26,2% entre 25 i 44, un 28,2% de 45 a 60 i un 9,7% 65 anys o més.
L'edat mediana era de 40 anys. Per cada 100 dones de 18 o més anys hi havia 102,2 homes.
La renda mediana per habitatge era de 117.071 $ i la renda mediana per família de 120.472 $. Els homes tenien una renda mediana de 61.985 $ mentre que les dones 47.500 $. La renda per capita de la població era de 40.148 $. Cap de les famílies estaven per davall del llindar de pobresa.

## Poblacions més properes
El següent diagrama mostra les poblacions més properes.